# Vicente Escudero Esquer
Pour les articles homonymes, voir Escudero et Esquer.
Vicente Escudero Esquer, né à Orihuela en 1921 et mort en 2006 dans cette même ville, est un médecin espagnol, membre du Comité Fédéral du Parti Socialiste Ouvrier Espagnol (PSOE) et maire d' Orihuela entre 1983 et 1986.